# Citizens Financial Group
Citizens Financial Group, Inc. eller Citizens er en amerikansk bank med hovedkvarter i Providence, Rhode Island. De driver bankvirksomhed i 15 delstater med 1.078 afdelinger og 18.100 ansatte.
Fra 1988 til 2014 var Citizens et datterselskab til The Royal Bank of Scotland Group.
Citizens blev etableret i 1828 som High Street Bank i Providence, Rhode Island.